# Grangeville (Idaho)
Grangeville (amtlich City of Grangeville) ist die größte Stadt und gleichzeitig County Seat des Idaho County im US-Bundesstaat Idaho. Das U.S. Census Bureau hat bei der Volkszählung 2020 eine Einwohnerzahl von 3.308 ermittelt.

## Geschichte
Ab den 1860er bis in die 1870er Jahre überquerten die ersten Goldsucher eine Wiese in der Camas Prärie auf dem Weg nach Florence und Elk City, auf der sich das heutige Grangeville befinden sollte. Die Gemeinde wurde 1897 eingemeindet und erhielt 1902 den Status als Hauptort des Idaho County zu dienen.

## Lage
Grangeville befindet sich am Rand der Camas Prärie und beim Nez Perce National Forest und dem Clearwater National Forest. Der Ort wird von Westen vom U.S. Highway 95 und von Osten vom Idaho State Highway 13 erschlossen. In Grangeville ist das westliche Ende des Idaho State Highway 13. Bei Grangeville fließen einige Flüsse mit den Namen Snake River, Salmon River, Clearwater River bzw. South Fork Clearwater River, Selway River und Lochsa River.

## Klima
|                       | Jan  | Feb  | Mär  | Apr  | Mai  | Jun  | Jul  | Aug  | Sep  | Okt  | Nov | Dez |   |      |
| Mittl. Tagesmax. (°C) | 2,6  | 5,2  | 8,7  | 13,2 | 17,6 | 21,5 | 27,8 | 27,8 | 22,1 | 14,9 | 7,2 | 3,3 | ⌀ | 14,4 |
| Rekordmaximum (°C)    | 17   | 21   | 26   | 31   | 36   | 37   | 42   | 41   | 40   | 31   | 22  | 19  | ᐃ | 42   |
| Mittl. Tagesmin. (°C) | −5,9 | −4,3 | −2,2 | 0,8  | 4,4  | 7,7  | 10,8 | 10,1 | 6,1  | 2,0  | −2  | −5  | ⌀ | 1,9  |
| Rekordminimum (°C)    | −31  | −31  | −23  | −12  | −7   | −3   | 1    | −2   | −7   | −18  | −27 | −32 | ᐁ | −32  |

| −5,9 |

| −4,3 |

| −2,2 |

| 0,8 |

| 4,4 |

| 7,7 |

| 10,8 |

| 10,1 |

| 6,1 |

| 2,0 |

| −2 |

| −5 |

| −5,9 |

| −4,3 |

| −2,2 |

| 0,8 |

| 4,4 |

| 7,7 |

| 10,8 |

| 10,1 |

| 6,1 |

| 2,0 |

| −2 |

| −5 |

## Transport

### Straßen
U.S. Highway 95

 Idaho State Highway 13

### Eisenbahn
Bis 2000 hatte Grangeville einen eigenen Eisenbahnanschluss über eine im Dezember 1908 eröffnete Strecke der Camas Prairie Railroad. Grangeville war südlichste Punkt des Netzes dieser Bahngesellschaft. Im April 1998 wurde diese durch North American RailNet erworben. Der neue Eigentümer erhielt im Jahr 2000 die Genehmigung der Bundesbehörde Surface Transportation Board die Strecke zu schließen, da sie nicht mehr rentabel war. Der letzte Güterzug verließ den Bahnhof von Grangeville am 29. November 2000. Der Passagierbetrieb war schon im August 1955 eingestellt worden.

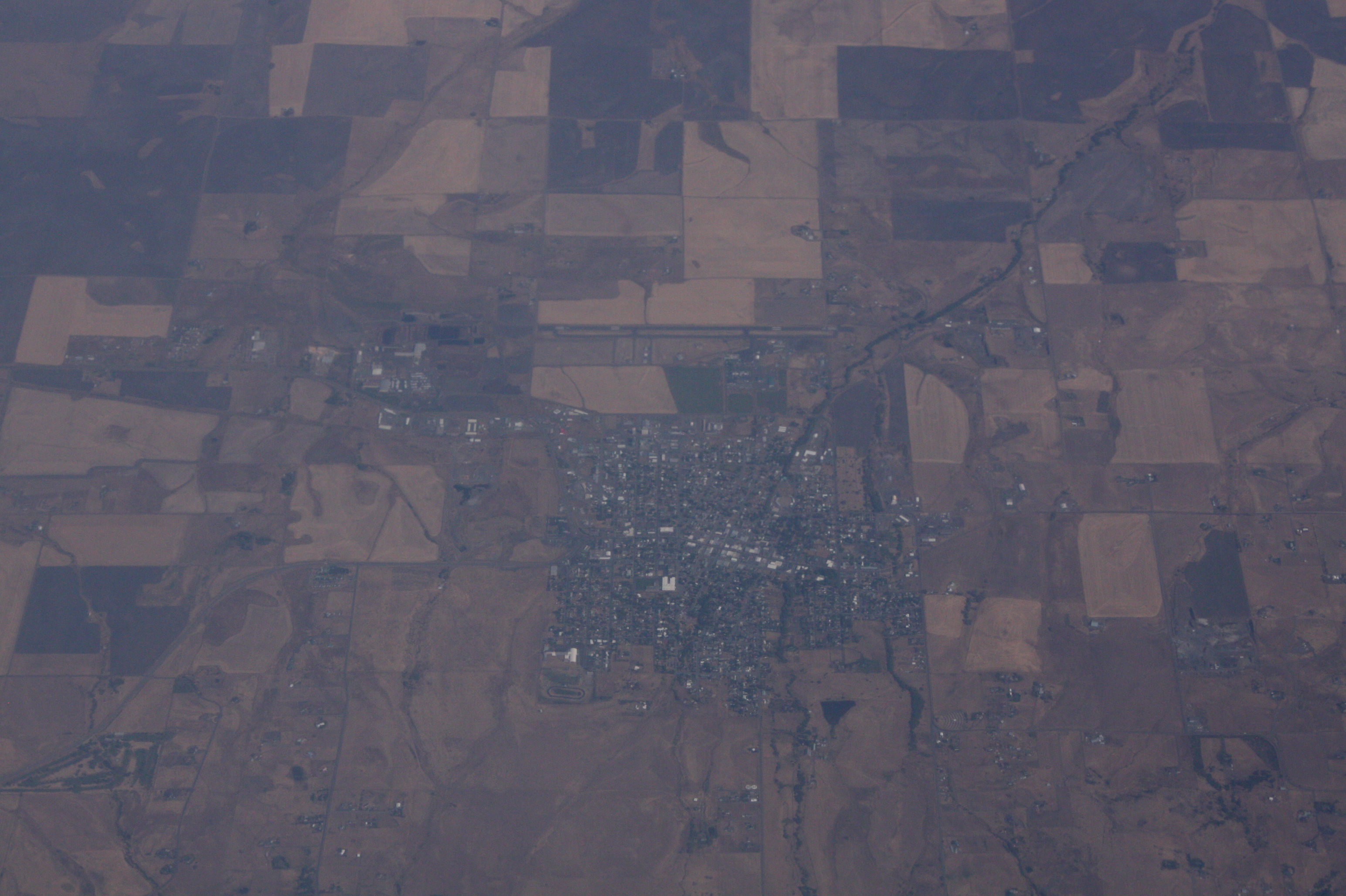
Luftaufnahme von Grangeville (2017)

### Flugverkehr
Grangeville hat einen eigenen Flughafen mit dem Namen Idaho County Airport.

## Bevölkerung
Laut dem Census 2010 lebten in Grangeville 3141 Menschen, in 1389 Haushalten und 841 Familien. Das Durchschnittsalter in der Stadt betrug 37,4 Jahre. Das geschätzte  mittlere Haushaltseinkommen belief sich auf 43.463 US-Dollar. Im Ort gab es 1504 registrierte Wähler, die zum größten Teil die Republikanische Partei wählten.
| Bevölkerung nach Geschlecht    | Bevölkerung nach Geschlecht | Bevölkerung nach Geschlecht |
| ------------------------------ | --------------------------- | --------------------------- |
| Männlich                       | 1530                        | 48,71 %                     |
| Weiblich                       | 1611                        | 51,29 %                     |
| Bevölkerung nach Alter         |                             |                             |
| 0 bis 4                        | 223                         | 7,10 %                      |
| 5 bis 17                       | 502                         | 15,98 %                     |
| 18 bis 64                      | 1778                        | 56,61 %                     |
| 65 und älter                   | 638                         | 20,31 %                     |
| Bevölkerung nach Rasse         |                             |                             |
| Indianer und Alaskaureinwohner | 45                          | 1,43 %                      |
| Asiaten                        | 20                          | 0,64 %                      |
| Afroamerikaner                 | 7                           | 0,22 %                      |
| Hawaiianer und Ozeanier        | 4                           | 0,13 %                      |
| Andere                         | 27                          | 0,86 %                      |
| Mit zwei oder mehr Rassen      | 59                          | 1,88 %                      |
| Weiße                          | 2979                        | 95,84 %                     |
| Quellen:                       |                             |                             |

## Persönlichkeiten
- Matt Hill (* 1978), NFL-Spieler
- Larry Ramos (* 1942; † 2014), Grammy-preisgekrönter Sänger
- Ken Schrom (* 1954), MLB-Pitcher (1980–1987), geboren und aufgewachsen in Grangeville[15]